# Хунхъ
Хунхъ (на китайски: 洪河; на пинин: Hong Hé) е река в Източен Китай, в провинции Хънан и Анхуей, ляв приток на Хуайхъ. С дължина 443 km и площ на водосборния басейн 12 500 km² река Хунхъ води началото си на 467 m н.в. под името Гунхъ от северния склон на хребета Цифъншан (крайно източно разклонение на планината Цинлин) в провинция Хънан. По цялото си протежение тече в посока изток и югоизток през Хуайхъската равнина (централната част на Голямата китайска равнина) в широка и плитка долина. Влива се отляво в река Хуайхъ на 25 m н.в. на границата между двете провинции. Има два основни притока: Цихъ (ляв) и Жухъ (десен). Подхранването ѝ е предимно дъждовно, с ясно изразено лятно пълноводие. Почти по цялото си течение коритото ѝ е обезопасено с големи водозащитни диги. Среден годишен отток – около 100 m³/s, максимален – над 1200 m³/s. Водите ѝ основно се използват за напояване. Долината ѝ е гъсто населена, но с предимно малки селища, като най-голям град по течението ѝ е Синцай.